# Molybdän(II)-iodid
Molybdän(II)-iodid ist eine anorganische chemische Verbindung des Molybdäns aus der Gruppe der Iodide.

## Gewinnung und Darstellung
Molybdän(II)-iodid kann durch Reaktion von Molybdän(II)-bromid mit Lithiumiodid gewonnen werden.
{\displaystyle \mathrm {[Mo_{6}Br_{8}]Br_{4}+12\ LiI\longrightarrow [Mo_{6}I_{8}]I_{4}+12\ LiBr} }
Ebenfalls möglich ist die Darstellung durch Zersetzung von Molybdän(III)-iodid im Vakuum ab 100 °C.
{\displaystyle \mathrm {6\ MoI_{3}\longrightarrow [Mo_{6}I_{8}]I_{4}+3\ I_{2}} }

## Eigenschaften
Molybdän(II)-iodid ist ein an Luft stabiler, schwarzer Feststoff, der unlöslich in polaren und unpolaren Lösungsmitteln ist.